# Последние холода (фильм)
Последние холода — фильм, снятый по мотивам одноимённой повести Альберта Лиханова.

## Сюжет
Действие картины происходит в 1945 году, в провинциальном городке, вдали от линии фронта. В центре сюжета — история дружбы двух эвакуированных детей, Вадика и Марии, с более старшим Акежаном, переданная через чувства и воспоминания последнего.

## В ролях
- Ксения Баранова — Мария
- Виталий Гусев — Вадик
- Нариман Бектуров — Акежан
- Вася Галганов — Нос
- Б. Жангалиева
- Л. Полохов
- А. Кенжеков
- З. Горюнова
- Н. Майбо
- И. Хишанло

## Награды и номинации
- Специальный приз жюри международного кинофестиваля в Турине (1993 год)[1]

- Диплом жюри международного кинофестиваля в Берлине (1994 год)[2][3]

В 1994 году фильм участвовал в программе «Лучшие фильмы Азии» Токийского кинофестиваля.